# Burträsk
Burträsk est une localité suédoise, située dans la commune de Skellefteå, dans le comté de Västerbotten.